# Gistrup Sogn
Gistrup Sogn er et sogn i Aalborg Østre Provsti (Aalborg Stift).
I 1985-86 blev Gistrup Kirke opført, og i 1995 blev Gistrup Sogn udskilt fra Nøvling Sogn. Det havde hørt til Fleskum Herred i Ålborg Amt. Gunderup-Nøvling Kommune blev ved kommunalreformen i 1970 indlemmet i Aalborg Kommune.
I Gistrup Sogn findes følgende autoriserede stednavne:
- Gistrup (bebyggelse, ejerlav)
- Lundegårde (bebyggelse, ejerlav)
- Tinghøj (areal)